# Советский район (Волгоград)
Сове́тский райо́н — единица административного деления Волгограда, граничит с Ворошиловским и Кировским районами города, а также с Городищенским и Светлоярским районами области.
Глава администрации — Иванов Роман Алексеевич.

## География
Советский район граничит с Ворошиловским (вдоль перегона ст. им. Максима Горького — Волгоград-2) и Кировским районами города, Городищенским и Светлоярским районами области.
Район уникален своими природными образованиями — балками Григоровой, Купоросной, Ельшанской. Богатые родники питают лесную растительность: столетние дубы, осинники, ольховые куртины.
Природа
- На территории района расположен ландшафтно-экологический комплекс «Горная поляна». Одна из его составляющих — естественно-исторический лесной массив «Григорова балка», которая включает в себя хвойные и лиственные породы, являющиеся «лёгкими» города.
- На территории бывшего сада В.Ф.Лапшина был создан дендрологический сад ВНИАЛМИ, входящий в Ассоциацию евроазиатских ботанических садов и объявленный памятником природы.
- Имеются родники с чистой питьевой и лечебной водой.

## История
История образования Советского района началась 8 ноября 1926 года, когда Постановлением ВЦИК и СНК РСФСР поселок им. Минина и территория, занимаемая государственными лесопильными заводами, были включены в городскую черту Сталинграда.
- 10 августа 1931 года к посёлку им. Минина были присоединены село Верхняя Ельшанка, хутора Купоросный и Алёшино. А в ноябре того же года город перешёл к новому административно-территориальному делению, по которому городские посёлки переименовывались в районы. Именно тогда посёлок Минина был переименован в Мининский район. Таким образом, датой образования района считается 30 ноября 1931 года.
- В июле 1933 года его переименовали в Ворошиловский. На севере границей района являлась река Царица, на юге — совхоз «Горная Поляна». Территория составляла 5398 га, население — 88,8 тыс. человек.
- 4 января 1958 года район получил своё нынешнее название — Советский.
- В 1963 году в административное подчинение района был передан посёлок Горьковский; в 1966 году — Горнополянский сельсовет Калачёвского района.
- В ноябре 1975 года Советский район был разукрупнён, из него выделился Ворошиловский район.

## Население
| 1970     | 1979     | 1989     | 2002     | 2009     | 2010     | 2012     |
| -------- | -------- | -------- | -------- | -------- | -------- | -------- |
| 149 535  | ↘76 692  | ↗82 326  | ↗83 052  | ↘81 970  | ↗106 924 | ↗108 660 |
| 2013     | 2014     | 2015     | 2016     | 2017     | 2018     | 2019     |
| ↗109 365 | ↗110 104 | ↗113 124 | ↗116 140 | ↗117 962 | ↗119 871 | ↗122 802 |
| 2020     | 2021     |          |          |          |          |          |
| ↗125 159 | ↗131 734 |          |          |          |          |          |

## Достопримечательности
Путеводитель «Объекты культурного наследия Советского района города Волгограда» в Викигиде (рус.)

### Памятники архитектуры
- Здание железнодорожной станции Ельшанка — одно из наиболее старинных зданий в районе, оно сохранилось с 1911 года. Является памятником архитектуры[18].
- Здание бывшего управления завода «Электролес им. 25-летия Октября» относится к этому же периоду.

### Памятники истории
В районе расположены 76 памятников истории и культуры, памятных знаков и мемориальных досок, 8 воинских захоронений.
- Мемориальный комплекс «Лысая гора» (высота 146 метров) — место ожесточённых сражений войск 64-й армии, братская могила
- Постамент с танковой башней, обозначающей линию переднего края обороны войск 64-й армии по состоянию на 19 ноября 1942 года (ул. Краснопресненская, Купоросная балка)
- Памятники — братские захоронения воинов, павших в боях за город:
  - рядом с главным корпусом ВГСХА
  - пос. Верхняя Ельшанка
  - пос. Майский
  - пос. Гули Королёвой
  - пос. Водный
  - пос. Горьковский
  - село Песчанка
- Памятник А. М. Горькому (пос. Горьковский)

## Инфраструктура

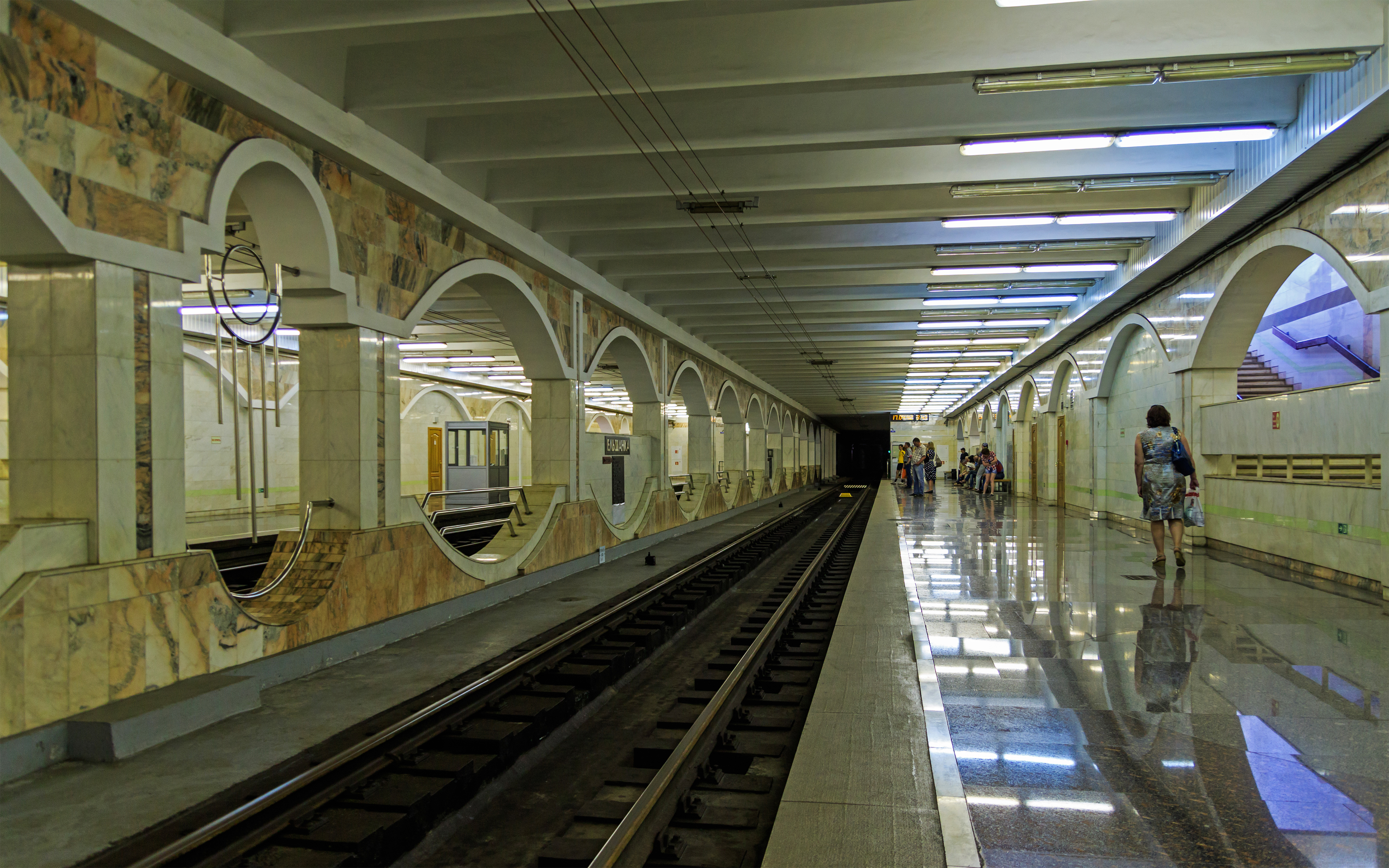
Станция скоростного трамвая «Ельшанка»

### Транспорт
- Железнодорожные пути с линией электропоезда; важная железнодорожная развязка на границе с Ворошиловским районом (путепровод ст. Максима Горького — Волгоград-2)
- Вторая продольная автомагистраль и на стадии планирования Рокадная-нулевая, Первая, Третья продольные автомагистрали, и автодорога «Обход Волгограда»
- 10 городских (№2, 5а, 25, 52, 55, 58к, 77, 85, 88, 89э), 7 сезонных (50, 53, 54, 56, 57, 58, 60) и 1 пригородный (№125а) маршруты автобусов, а также маршрут электробуса №15
- маршруты троллейбуса № 8а, 10, 15а и маршруты трамвая №№ 3, 4
- станция Ельшанка Волгоградского метротрама
- третья очередь линии скоростного трамвая (на стадии планирования)

### Торговые центры
- Гипермаркет «Лента»
- ТЦ «Зеленое кольцо»
- ТРЦ «Акварель»
- ТЦ «Советский»
- ТЦ «Тулак»

### Спортивные и рекреационные сооружения
- Комплекс культуры и отдыха Советского района: площадь и парк около ДК им. Петрова
- Стадион «Нефтяник»

## Культура

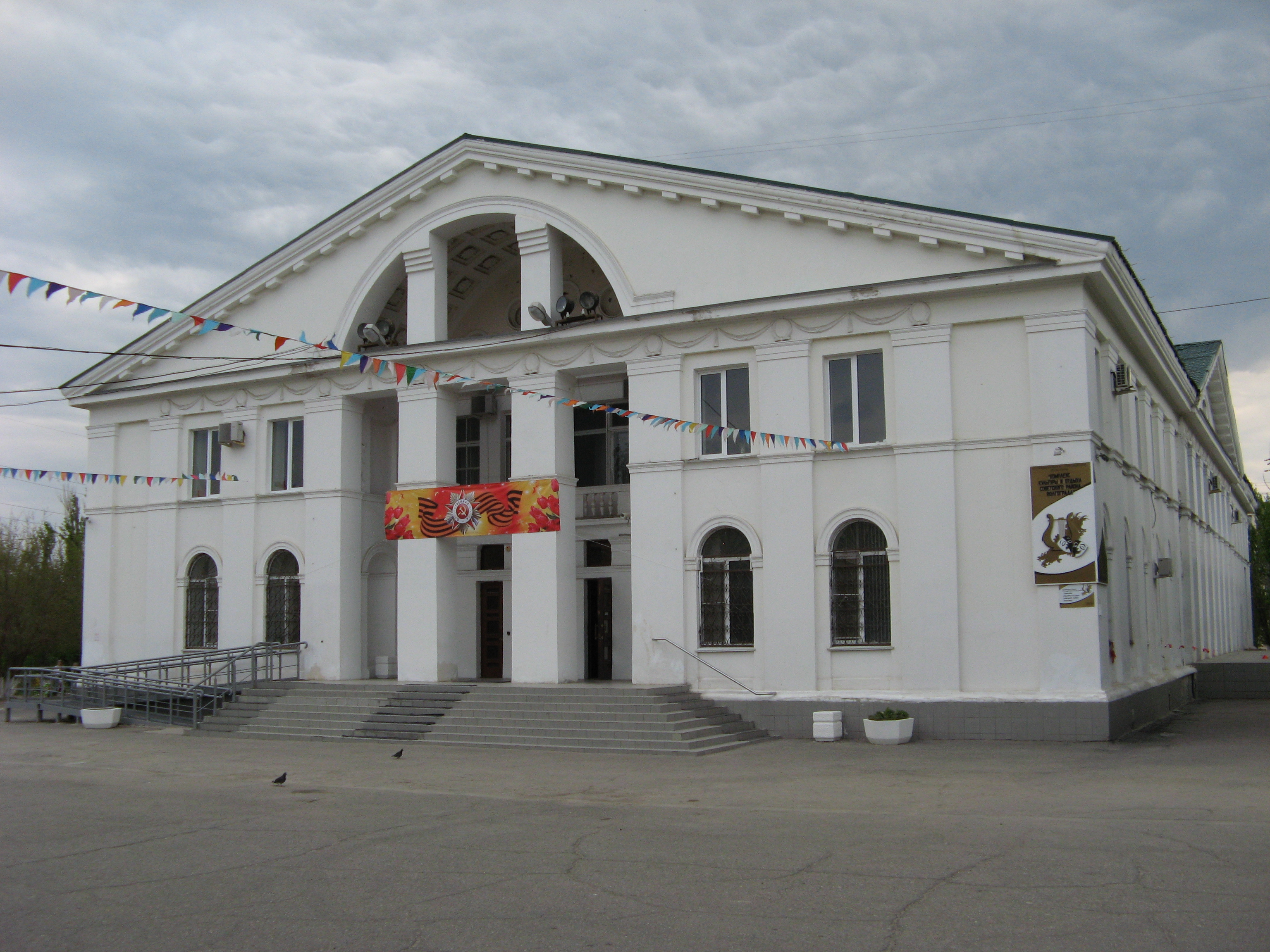
ДК им. Петрова

- Дом культуры им. Петрова (пос. им. Петрова)
- ДК железнодорожников им. Горького (пос. Горьковский)

## Образование и наука

Волгоградский государственный университет

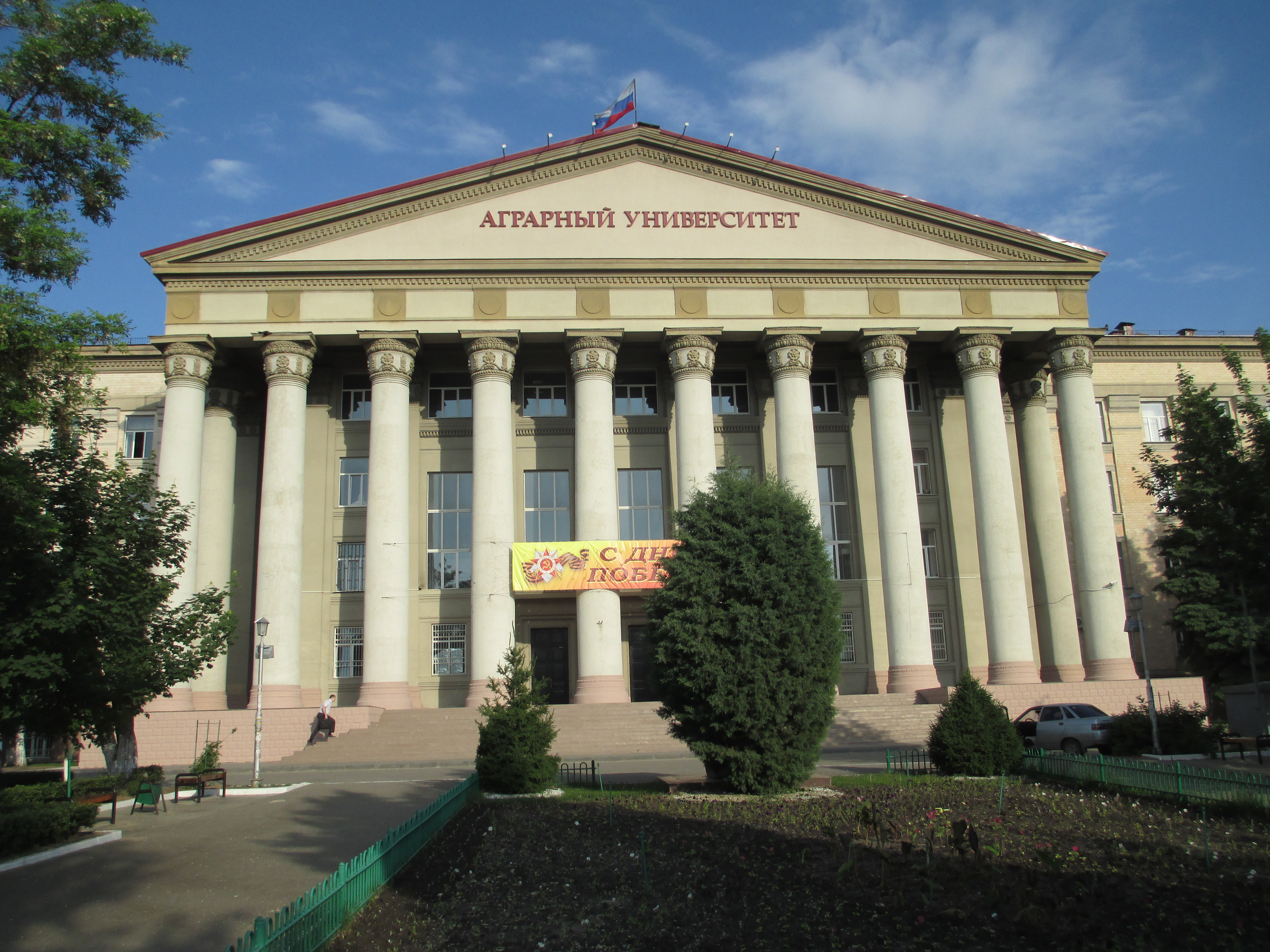
Волгоградский государственный аграрный университет

В районе функционирует 41 муниципальное общеобразовательное учреждение:
- 19 дошкольных
- 2 основные школы
- 14 средних (полных) школ
- открытая сменная школа
- межшкольный учебный комбинат
- 4 учреждения дополнительного образования:
  - Детско-юношеский центр Советского района
  - Детско-юношеская спортивная школа N 14
  - Центр детского творчества пос. Горьковский
  - Центр детского технического творчества

### Вузы
- Волгоградский государственный университет
- Волгоградский государственный аграрный университет
- Волгоградский институт экономики, социологии и права
- Волгоградский филиал Российского университета потребительской кооперации

### НИИ
- Всероссийский научно-исследовательский институт агролесомелиорации (ВНИАЛМИ)
- Всероссийский научно-исследовательский институт орошаемого земледелия (ВНИИОЗ)

## Медицина
В районе функционируют 13 лечебно-профилактических и аптечных учреждения.

### Кардиоцентр
ГБУЗ «Волгоградский областной клинический кардиологический центр (ВОККЦ)».

### Перинатальный центр
ГУЗ «Волгоградский областной клинический перинатальный центр № 2»

## Промышленность
- ОАО «Волгограднефтегеофизика»
- ОАО «Волгограднефтемаш» — один из крупнейших в стране производителей оборудования для нефтяной, нефтехимической и газоперерабатывающей промышленности
- ООО «Волгохлеб» (торговая марка «Теплый хлебушек») - крупнейший производитель хлебо-блочной продукции с собственной торговой сетью в Волгограде.
- завод ВОЛМА-Волгоград - головное предприятие Корпорации ВОЛМА (ООО ВОЛМА)[21] (цех гипса этого завода, построенный в 1986 году, является одним из самых мощных в этой отрасли в России)
- ООО «Горная Поляна»
- ОАО «Макарна»
- ОАО «Медтехника»
- ООО «Нижневолжскстройсервис»